# Charquemont
Charquemont – miejscowość i gmina we Francji, w regionie Burgundia-Franche-Comté, w departamencie Doubs.
Według danych na rok 1990 gminę zamieszkiwało 2205 osób, a gęstość zaludnienia wynosiła 103 osoby/km² (wśród 1786 gmin Franche-Comté Charquemont plasuje się na 65. miejscu pod względem liczby ludności, natomiast pod względem powierzchni na miejscu 98.).